# 左慧琪
左慧琪（英語：Victoria Jane JOLLY，1982年5月6日—），籍貫英國普利茅斯，2002年度香港小姐亞軍，前香港無綫電視女藝員，中英混血兒，父親左禮宜（Bob Jolly）為香港警司，母親為華人。
左慧琪退出娛樂圈後，從事酒店管理業。

## 簡介
自從在2002年度香港小姐得到亞軍後，便安排在無綫電視工作，曾和保采芬在翡翠台宣傳明珠台活動，而且還安排參加世界小姐競選。
但由於不諳廣東話，加上對演技掌握不深，令演藝事業未如理想，故此向無綫解約後，正式退出娛樂圈。她目前在英國做市場營銷主管。

## 個人生活
2007年，左慧琪與交往三年的英籍香港銀行家Anders Charles結婚。兩人於隔年迎來一女，Talia Charles。但婚姻最終於2010年結束。2012年4月4日，左慧琪與相識兩個月的香港醫生何奕東閃婚，兩人於12月迎來一名女兒，Natalie Ho。

## 曾獲獎項
- 香港小姐競選(2002)：亞軍

## 演出作品

### 電視劇(無綫電視)
- 《美麗在望》假冒Michelle，Mabel
- 《非常外父》
- 《心慌·心郁·逐個捉》Vivian Lee
- 《鳳舞香羅》

## 外部連結
- 2002年度香港小姐競選：左慧琪個人資料

| 前任： 鍾沛枝 | 香港小姐競選亞軍 2002年 | 繼任： 楊洛婷 |